# Bic

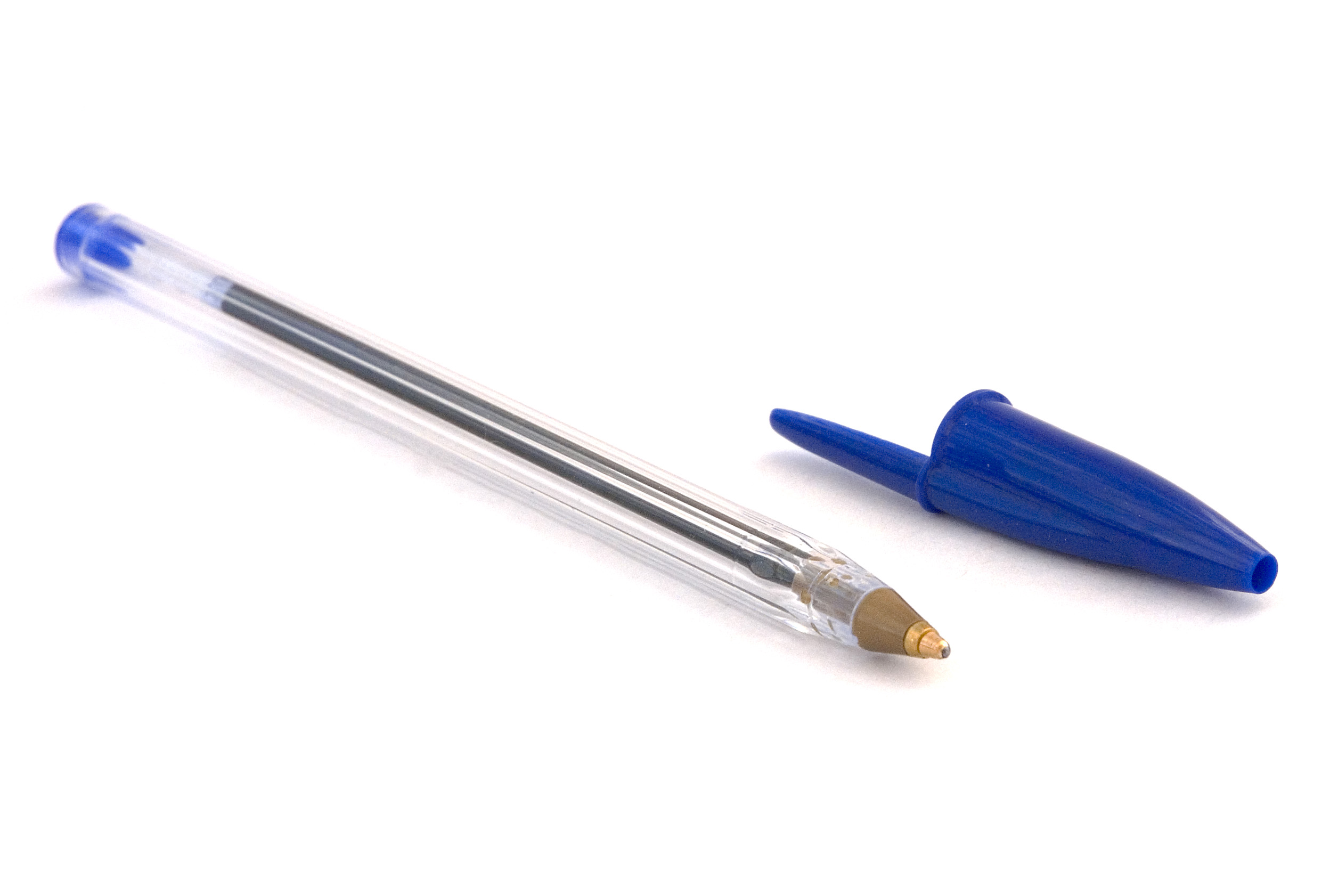
Bolígrafo bic de color azul

Société Bic es una compañía francesa con sede en Clichy, Altos del Sena. Fundada el 25 de octubre de 1945, es conocida por hacer productos desechables de bajo costo, entre ellos encendedores, bolígrafos y rasuradoras de afeitar.
El bolígrafo Bic, más concretamente el Bic Cristal, fue el primer producto de la compañía. Según la propia empresa, con la tinta de uno de estos bolígrafos se puede escribir el equivalente a la distancia de un kilómetro.

## Productos
- Artículos de escritorio (bolígrafos, lápices, resaltadores, marcadores, lápices de colores, y líquido corrector): 50 %
- Encendedores (desechables y edición especial): 25 %
- Máquinas de afeitar (hombres y mujeres): 19 %
- Artículos recreativos náuticos (kayaks, piraguas, etc.): 5 %
- Artículos varios, como electrónica (teléfono móvil Bic): 1 %

## Patrocinios
- Bic patrocinó a un equipo profesional de ciclismo en la década de 1960, dirigido por los ganadores del Tour de Francia, Jacques Anquetil y Luis Ocaña.[4]
- Bic patrocinó al equipo profesional de deportes electrónicos, eMonkeyz, en entre los años 2019 y 2021. [5]

## Logo
El logo corporativo se compone de dos partes; un romboide con esquinas curvas, con los lados izquierdo y derecho apuntando hacia arriba y conteniendo las letras "BiC" en su interior, en donde la "i" es la única en minúsculas, y el Chico Bic a su izquierda. El romboide, que debutó en 1950 para coincidir con el lanzamiento del Bic Cristal, era originalmente rojo con letras blancas. La fuente de las letras sigue inmutable. El Chico Bic se describió en la página web de la compañía como "un estudiante, con una cabeza en forma de bola, sosteniendo un bolígrafo en su espalda". La bola es la de carburo de tungsteno que representa los nuevos bolígrafos Bic de 1960. Este chico es obra de Raymond Savignac, quién diseñó también la nueva campaña de publicidad para el "Nouvelle Bille" (nuevo bolígrafo), cuyo objetivo era llamar la atención de los niños. Cuando el Chico Bic fue añadido a la izquierda del romboide un año después en 1961, ambos cambiaron al nuevo color corporativo, naranja (Pantone 1235C).